# Andrena transitoria
Andrena transitoria là một loài Hymenoptera trong họ Andrenidae. Loài này được Morawitz mô tả khoa học năm 1871.